# La Ferté-Alais
La Ferté-Alais este o comună franceză, situată la 42 kilometri sud de Paris, în departamentul Essonne, în regiunea Île-de-France.
Odinoară o fortăreață care închidea accesul către domeniul regal prin valea râului Essonne, apoi un sat industrial animat de exploatarea carierelor de gresie, nisip și, mai târziu, calcar, La Ferté-Alais a devenit, odată cu dezvoltarea căii ferate, o destinație de vacanță apreciată de burghezia pariziană și de câțiva artiști, fermecați de liniștea malurilor râului. Mai există și astăzi un camping amenajat sub pini. În prezent, este încă un sat situat la jumătatea distanței dintre aglomerația pariziană și provincie, cuibărit în inima unei văi verzi și adâncite, la porțile parcului natural regional Gâtinais francez, caracteristic sudului departamentului, apreciat de drumeți și de pictori sau mozaicari. Cunoscut pentru aerodromul său, deși situat în orașul vecin Cerny, atrage anual mii de vizitatori pentru mitingul aerian organizat de asociația Jean-Baptiste Salis.

## Geografie

### Localizare
La Ferté-Alais este situată în sudul regiunii Île-de-France, în centrul-est al departamentului Essonne, în marea aglomerație pariziană, în inima unei regiuni naturale care a devenit astăzi parcul natural regional Gâtinais francez. Comuna ocupă un teritoriu aproximativ dreptunghiular, cu o lungime de 3,4 kilometri, orientată de la vest la est, și o lățime de 1,7 kilometri, având o suprafață totală de 455 hectare. Ocuparea terenurilor este încă foarte inegal distribuită, partea urbanizată reprezentând doar 27 % din teritoriu, concentrată în vest și sud, în timp ce aproximativ 70 % din terenuri sunt încă rezervate masivului forestier din centru și agriculturii în toată jumătatea de est. Institutul Național de Informații Geografice și Silvice oferă coordonatele geografice 48° 28′ 51″ N și 2° 21′ 27″ E pentru punctul central al acestui teritoriu.
Situată între valea joasă a râului Essonne și platoul înalt, comuna se desfășoară între altitudini de 53 și 142 de metri, cu o pantă accentuată de aproape 100 de metri pe o lungime de 400 de metri, unde strada Edmond Rostand se șerpuiește în formă de ac de păr. Această vale adâncită găzduiește numeroase căi de comunicație, inclusiv linia feroviară a liniei D din RER și drumurile naționale declasificate devenite drumul departamental 449 și drumul departamental 191, care se intersectează în centrul orașului. Comuna, relativ concentrată în partea sa sud-vestică, cuprinde totuși șapte cartiere construite succesiv.
Importantă din punct de vedere istoric și astăzi pentru turismul departamentului, comuna este situată la 42 de kilometri sud de Catedrala Notre-Dame din Paris, punctul zero al drumurilor din Franța, 18 kilometri sud-est de Évry, 15 kilometri nord-est de Étampes, 17 kilometri sud-vest de Corbeil-Essonnes, 27 de kilometri sud-est de Palaiseau, 15 kilometri nord-vest de Milly-la-Forêt, 14 kilometri sud-est de Arpajon, 17 kilometri sud-est de Montlhéry, 25 de kilometri sud-est de Dourdan și 27 de kilometri nord-est de Fontainebleau. Comuna este, de asemenea, situată la 78 de kilometri sud-est de omonimele sale din Seine-et-Marne, La Ferté-Gaucher și La Ferté-sous-Jouarre.

### Hidrografie

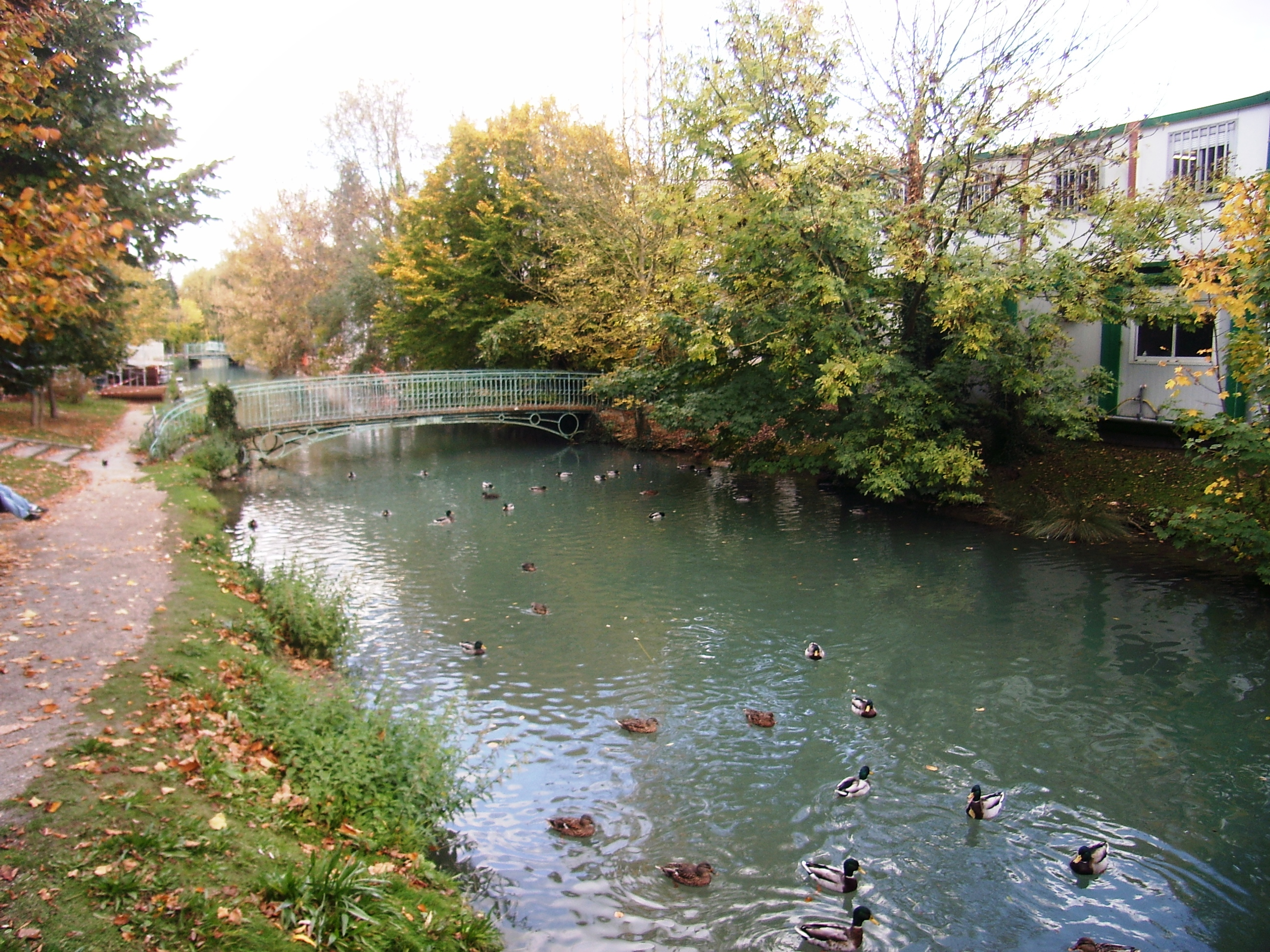
Râul Essonne la Ferté-Alais.

Centrul istoric al comunei, situat în vestul teritoriului, este amplasat pe malul drept al râului Essonne, care marchează parțial frontiera cu Cerny, la nivelul confluenței cu pârâul Ru. Râul străbate 2,5 kilometri pe teritoriul comunei. Pe malul său stâng, în amonte, la extremitatea sudică a orașului, se află un iaz. Două poduri traversează râul: unul spre nord-vest pe strada Eugène-Millet, celălalt spre sud-vest pe strada Notre-Dame, ambele fiind pe traseul fostului drum național 449.

### Relief și geologie

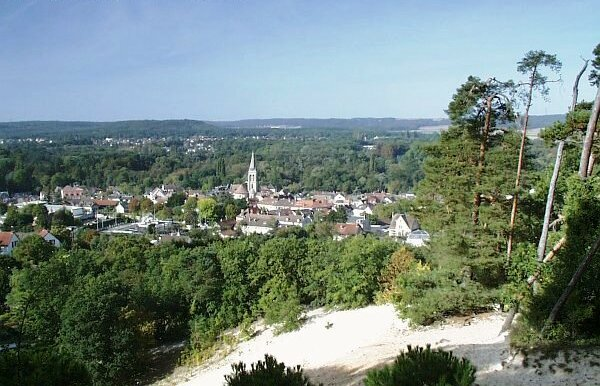
Vedere generală a satului.

Terenul ocupat de comună se remarcă prin panta sa abruptă în valea îngustă și adâncită a râului Essonne. Centrul istoric al orașului este situat pe malurile râului, cu un punct minim la altitudinea de 53 de metri în sudul comunei, în apropierea colegiului, o altitudine aproximativ similară pentru întregul centru-oraș din partea inferioară. Zona urbană urcă rapid spre est, ajungând la o altitudine de 100 de metri la nivelul bulevardului Le Nôtre, situat la doar 400 de metri nord-est de colegiu. La 70 de metri mai departe se află un platou la 125 de metri, care se extinde până la punctul cel mai înalt al teritoriului comunei, la 142 de metri, înainte de a coborî către valea apropiată a râului École, la 10 kilometri mai spre est.
Platoul, care până de curând era neocupat și traversat doar de drumul departamental 83, cunoscut sub numele de drumul către Melun, a fost urbanizat în partea sa sudică în a doua jumătate a secolului XX, partea nordică fiind încă ocupată astăzi de o carieră de nisip la suprafață, dezafectată. Subsolul este compus dintr-un strat de 40 de metri de nisip de Fontainebleau, acoperit de gresie, calcar de Étampes și argilă fosiliferă lacustră, caracteristică Bazinului parizian.

### Comune limitrofe
| Baulne               | Baulne                  | Baulne                  |
| Cerny                |                         | Videlles                |
| D'Huison-Longueville | Guigneville-sur-Essonne | Guigneville-sur-Essonne |

### Clima
În 2010, clima comunei este de tipul climatului oceanic degradat al câmpiilor din Centru și Nord, conform unui studiu al Centrului Național de Cercetare Științifică (CNRS) pe baza unui set de date care acoperă perioada 1971-2000 bazat pe o serie de date din perioada 1971-2000. În 2020, Météo-France a publicat o tipologie a climatului pentru Franța metropolitană, în care comuna este expusă unui climat oceanic și se află în regiunea climatică Sud-vest a bazinului Parisian, caracterizată printr-o ploaie redusă, în special primăvara (120-150 mm) și un iarnă rece (3,5 °C).
Pentru perioada 1971-2000, temperatura anuală medie este de 11,1 °C, cu o amplitudine termică anuală de 15,5 °C. Cumulul anual mediu de precipitații este de 675 mm, cu 10,8 zile de precipitații în ianuarie și 7,7 zile în iulie. Pentru perioada 1991-2020, temperatura medie anuală observată la stația meteorologică Météo-France cea mai apropiată, situată în comuna Courdimanche-sur-Essonne la 8 km distanță, este de 11,6 °C, iar cumulul anual mediu de precipitații este de 594,8 mm.
Parametrii climatici ai comunei au fost estimați pentru mijlocul secolului (2041-2070) conform diferitelor scenarii de emisie de gaze cu efect de seră, bazate pe noile proiecții climatice de referință DRIAS-2020. Aceștia pot fi consultați pe un site dedicat publicat de Météo-France în noiembrie 2022.

### Căi de comunicație și transport

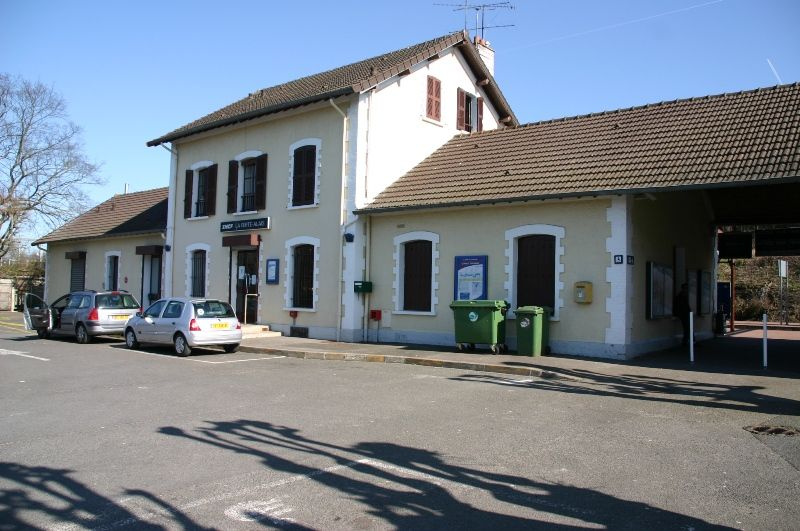
Gara Ferté-Alais.

Deși râul Essonne nu este navigabil, valea sa a fost întotdeauna folosită ca traseu pentru axele de comunicație. La Ferté-Alais se află la intersecția multor drumuri importante din departament și regiune. Prima axă este calea ferată Villeneuve-Saint-Georges - Montargis, care este astăzi utilizată de linia D a RER-ului din Île-de-France, având o stație la La Ferté-Alais. Comuna se află, de asemenea, la intersecția drumului departamental 449, care leagă Arpajon de Malesherbes, și a drumului departamental 191, care leagă Corbeil-Essonnes de Ablis. Drumul departamental 31 duce spre nord la Yerres, fiind prelungit spre est de drumul departamental 83, care merge către Melun și este denumit drumul departamental 831 în comuna La Ferté-Alais. În plus, comuna este punctul de plecare al drumului departamental 105 spre Milly-la-Forêt.
Comuna este situată la 27 de kilometri sud de aeroportul Paris-Orly și la 61 de kilometri sud-vest de aeroportul Paris-Charles-de-Gaulle. De asemenea, se află la doar 2 kilometri de aerodromul La Ferté-Alais, care este situat în comuna vecină, Cerny.

## Urbanism

### Tipologie
La 1 ianuarie 2024, La Ferté-Alais este clasificată ca o centură urbană, conform noii grile comunale de densitate definită de INSEE (Institutul Național de Statistică și Studii Economice) în 2022. Face parte din unitatea urbană La Ferté-Alais, o aglomerație intra-departamentală care reunește patru comune, dintre care este orașul-centru. În plus, comuna face parte din aria metropolitană a Parisului, fiind una dintre comunele de la periferie, această zonă reunind 1.929 de comune.

## Toponimie
Numele localității este atestat sub diferite forme de-a lungul timpului: Firmitas, Firmitas Aalipdis, Firmitas Adelaidis, Ferte în jurul anului 1091, Firmitas Balduini, la Ferté Baudouin în secolul al XII-lea, denumită după stăpânul său din secolul al XI-lea, Feritas, Firmitas Aidelaidis în jurul anului 1200, apud Feritatem Alisie în 1266, la Ferté Aales în jurul anului 1263. Forma La Ferté-Aleps apare pe hărțile Cassini, iar numele comunei a fost înregistrat cu această grafie la crearea sa în 1793. Ulterior, apare uneori sub forma La Ferté-Alaix, iar La Ferté-Alais în Bulletin des lois din 1801, devenind singura formă utilizată începând din 1845.
Este vorba despre o formațiune toponimică medievală. Primul element, Ferté-, se explică prin vechiul francez ferté, care înseamnă „fortăreață”, având aceeași etimologie ca forma savantă „fermeté”. Ambele provin din latinul firmitas, firmitate („loc fortificat”). La Ferté- se referă la castelul care era odinioară prezent în locul actualului centru al orașului și care domina valea. Al doilea element, Baudoin, a fost înlocuit în 1127 de Alais (altfel Aales, Aalis, Aalize în Evul Mediu, adică Alice), formă populară a numelui Adélaïde, în omagiu doamnei locului, Adélaïde de Rochefort.

## Istorie

### Origini
Prezența umană pe acest teritoriu este atestată încă din preistorie, așa cum demonstrează obiectele descoperite în timpul săpăturilor din comunele vecine. Numele râului fiind o referință la zeița galo-romană Acionna, se poate imagina existența unei villa rustica pe platoul din apropierea actualei ferme pedagogice.

### Fortăreață și oraș industrial

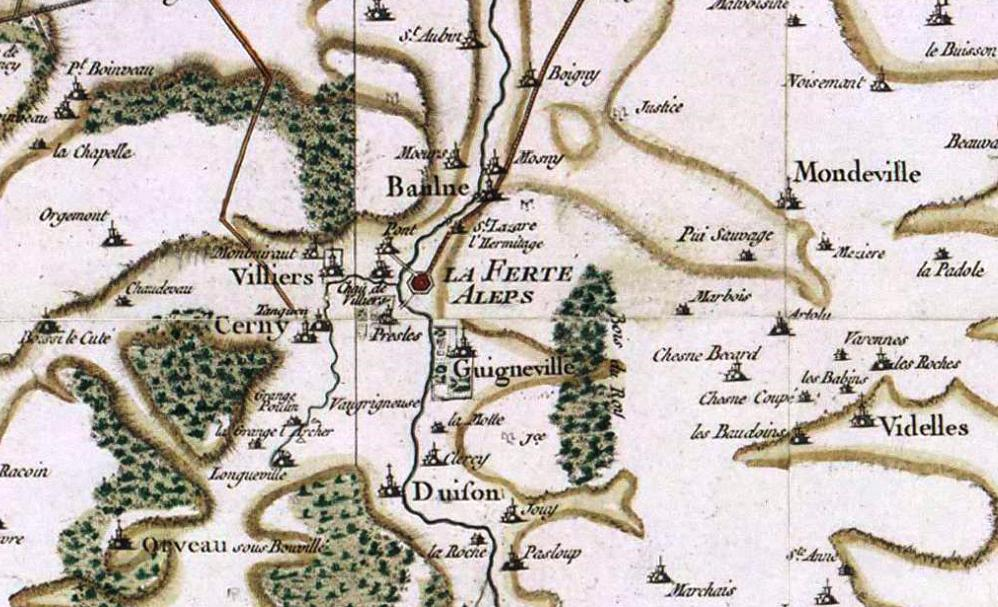
Hartă a regiunii La Ferte-Aleps conform Cassini.

Primul senior cunoscut al cetății este Robert I, rege al Franciei Occidentale și bunicul lui Hugo Capet. La începutul secolului al X-lea, el a construit fortărețe în văi, numite pe atunci fertés, pentru a proteja Parisul de atacurile normanzilor. Comuna, aflată sub paza unui anumit Baudoin, a fost numită La Ferté-Baudoin. Două parohii coexistau la acea vreme: Notre-Dame pentru fortăreață și Saint-Pierre pentru suburbii. În jurul anului 1095, Guy al II-lea de Montlhéry a preluat controlul fortăreței și a oferit parohia Notre-Dame abației benedictine Morigny, sub autoritatea episcopiei de Sens, cu obligația de a înființa un priorat. În 1112, Ludovic al VI-lea a ridicat regiunea la rangul de castelanie. În 1127, familia de Rochefort era încă proprietara locului, iar numele a evoluat în onoarea contesei Adélaïde de Rochefort. Între 1114 și 1130, capela seniorială a fost remodelată, devenind actuala biserică Notre-Dame. În secolul al XIII-lea, Ludovic al IX-lea a achiziționat castelania, care a fost apoi atașată regatului Franței. În timpul Războiului de 100 de Ani, regiunea a fost devastată, iar castelul și zidurile, deși dotate cu pereți groși de 12 metri, au fost distruse în 1358. În aprilie 1429, Ioana d'Arc a traversat comuna în drumul său spre Orléans. Orașul a prosperat datorită culturii viței de vie, producției de var și, mai târziu, extracției de gresie și nisip. Totuși, a fost devastat în timpul războaielor religioase din secolul al XVI-lea și din nou în timpul Frondei, în secolul al XVII-lea. În 1791, parohia Saint-Pierre a fost definitiv atașată de cea a Notre-Dame, iar biserica a fost vândută pentru o mie șase sute de livre.

### Oraș de vacanță
Numele actual al comunei a apărut la începutul secolului al XIX-lea. La 23 august 1814, viitorul rege Ludovic-Filip a cedat ultima parcelă din domeniul regal pe care fusese construită o reședință de vacanță, care a devenit apoi casa comunală. În aceeași perioadă, în timpul campaniei din Franța, cazacii au ocupat regiunea timp de trei ani. În 1825, școala a fost instalată în casa comunală. În jurul anului 1840, odată cu sosirea căii ferate pe linia Villeneuve-Saint-Georges - Montargis, comerțul a crescut, mica industrie s-a dezvoltat datorită accesului direct la marele port din Corbeil, iar localitatea a devenit o destinație de vacanță pentru parizieni. După a doua pandemie de holeră, a fost construit un lavoir pe malurile râului Essonne. Integrată în arondismentul Étampes în 1801, comuna a fost atașată celui de Corbeil în 1926, apoi celui din Évry în 1966, înainte de a reintegra diviziunea administrativă Étampes în 1967. În 1860, casa comunală a fost renovată pentru a fi mai practică. În 1870, în timpul războiului franco-prusac, regiunea a fost din nou ocupată timp de șase luni. În 1876, antreprenorul Modeste Loyer a obținut autorizația de a instala un cuptor de var pe platou. La 5 septembrie 1881, fanfara din La Ferté, care se îndrepta către un concurs la Londra, a fost implicată în accidentul din gara Charenton, care a provocat douăsprezece victime printre locuitorii din La Ferté. În 1883, biserica Notre-Dame, vizitată puțin înainte de Eugène Viollet-le-Duc, a fost clasificată monument istoric. În 1890, datorită donației Sophie-Marie Brunel și moștenirii notarului Pierre-Léon Angot, municipalitatea a construit o sală de azil, care a funcționat până în 1973. La 18 iulie 1897, municipalitatea a inaugurat un bust în memoria președintelui Sadi Carnot, vecin al comunei.

### Istorie contemporană

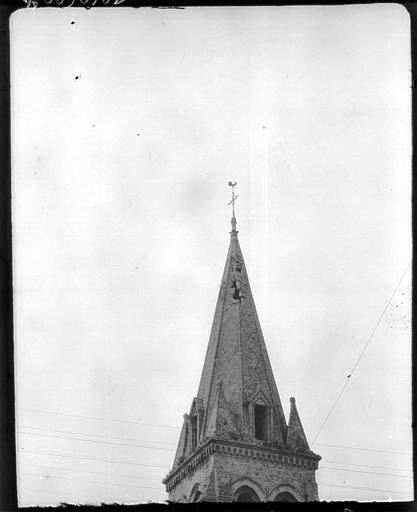
Clopotnița lovită de fulger.

La 19 august 1906, un monument în cinstea morților din războiul din 1870 a fost ridicat în cimitirul comunal. În 1910, în fața supraexploatării carierei de nisip, un ordin municipal a impus o taxă de douăzeci și cinci de centime pe metru cub pentru străinii de comună. În timpul Primului Război Mondial, spitalul a devenit Spitalul auxiliar al Asociației Doamnelor din Franța (HAADF) nr. 291. În 1915, fulgerul a lovit clopotnița bisericii. În 1923, surorile de la Saint-Joseph din Saint-Vallier au deschis un azil pentru bătrâni. La începutul anilor 1930, cartierul Clos des Manoirs a fost amenajat pentru a primi turiști parizieni. La 30 martie 1930, consiliul municipal a acceptat ridicarea unui monument în cinstea morților din Primul Război Mondial, lângă biserica Notre-Dame. În 1932, electricitatea a fost instalată. În timpul celui de-Al Doilea Război Mondial, trupele germane au ocupat regiunea, care a fost eliberată în august 1944 de divizia Leclerc. La 4 iulie 1944, rezistenții Georges Heren și André Branche au fost uciși de o patrulă germană în timp ce încercau să recupereze arme parașutate în pădurea Tertre. La 1 noiembrie 1968, primăria a achiziționat căminul de bătrâni. În 1997, a achiziționat ruinele bisericii Saint-Pierre pentru a le reabilita. La 11 septembrie 2004, fosta școală Angot a devenit sală culturală.

## Populația și societatea

### Date demografice
Evoluția numărului de locuitori este cunoscută prin recensămintele populației efectuate în comuna respectivă începând din 1793. Pentru comunele cu mai puțin de 10 000 de locuitori, un recensământ al întregii populații este realizat la fiecare cinci ani, populațiile legale pentru anii intermediari fiind estimate prin interpolare sau extrapolare. Pentru comuna respectivă, primul recensământ exhaustiv în cadrul noului dispozitiv a fost realizat în 2004.
În 2021, comuna număra 3649 locuitori, în scădere cu -6,65 % față de 2015 (Essonne: +2,94 %, Franța fără Mayotte: +1,84%).
| An        | 1793 | 1821 | 1841 | 1856 | 1876 | 1886 | 1901 | 1921 | 1936 | 1962 | 1982 | 2006 | 2014 | 2021 |
| --------- | ---- | ---- | ---- | ---- | ---- | ---- | ---- | ---- | ---- | ---- | ---- | ---- | ---- | ---- |
| Populație | 673  | 773  | 818  | 790  | 850  | 894  | 957  | 834  | 959  | 1391 | 2002 | 4024 | 3939 | 3649 |

## Cultura și patrimoniul local

### Patrimuniul natural

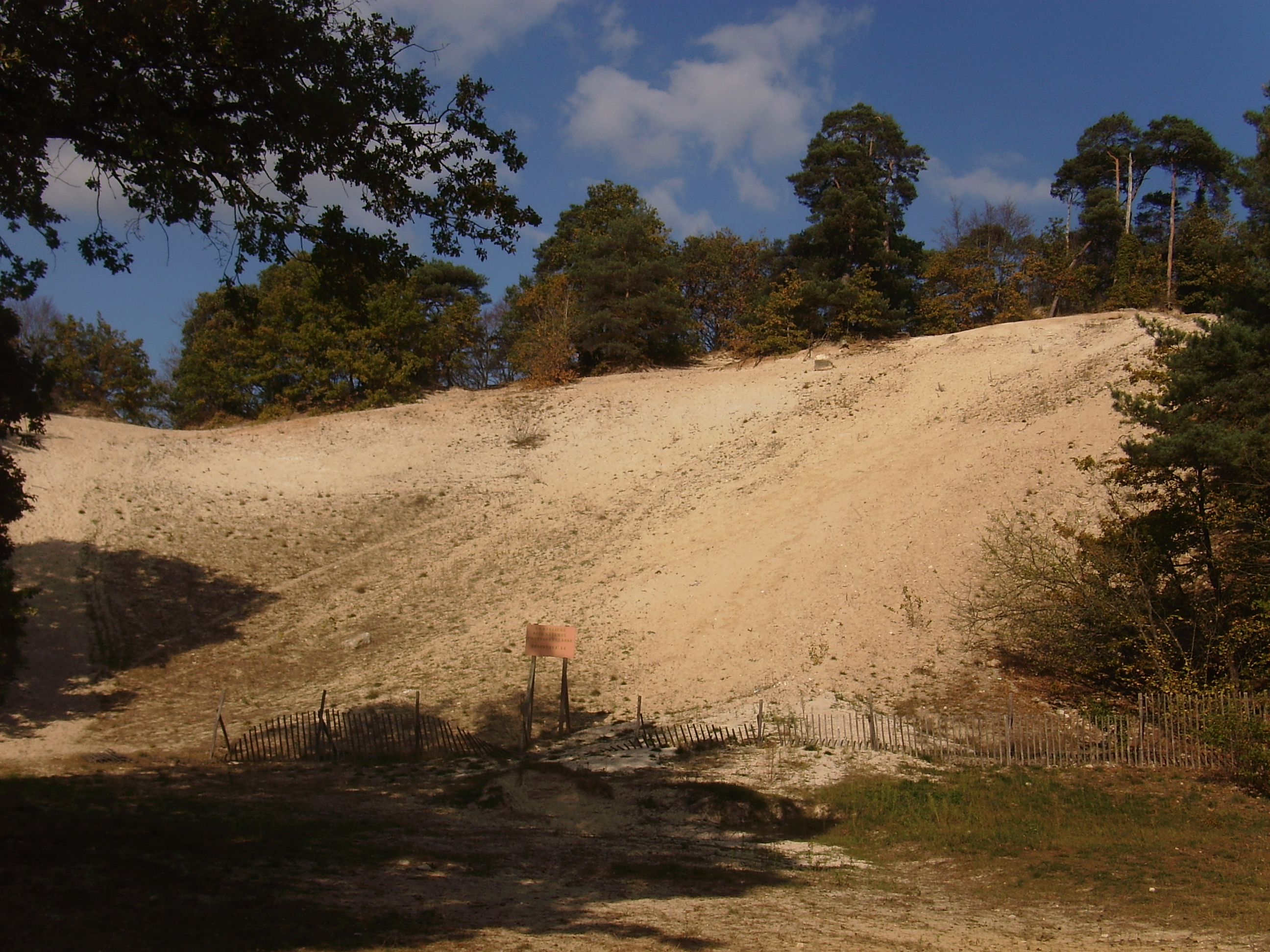
Cariera de nisip, sit protejat.

Aproape 70 % din teritoriul comunei este ocupat de un spațiu rural, format din câmpuri și păduri situate în sudul și nordul localității. Malurile râului Essonne sunt încă, în mare parte, sălbatice și adăpostesc iazuri protejate.
Sit-ul carierei de nisip este clasificat drept spațiu natural sensibil de către consiliul general și constituie o zonă naturală de interes ecologic, faunistic și floristic. Această clasificare subliniază importanța protecției mediului înconjurător în acest spațiu, care adăpostește o biodiversitate bogată, inclusiv specii de floră și faună care necesită conservare specială.
Comuna se află, de asemenea, în Parcul Natural Regional Gâtinais Francez, care reunește 69 comune, supranumit „țara celor o mie de poieni și a gresiei”.
Traseul de mare drumeție GR 11 traversează comuna și este completat de circuitul de drumeție La Ferté-Alais - Malvoisine, care străbate sudul departamentului într-o buclă de douăzeci și doi de kilometri, precum și de traseul sentier des carriers. Aceste rute oferă oportunități excelente pentru explorarea peisajelor naturale și istorice ale regiunii, permițând drumeților să descopere frumusețea rurală și patrimoniul local.
Ferma Grange aux Moines este o fermă pedagogică și un spațiu dedicat conservării speciilor.

### Patrimoniul arhitectural
Un circuit turistic, marcat de medalioane de bronz cu stema municipiului, străbate comuna și permite vizitarea tuturor siturilor remarcabile ale locului.
Singura clădire clasată ca monument istoric, biserica Notre-Dame-de-l'Assomption, a fost construită între 1114 și 1167 în stil gotic și este înscrisă pe lista monumentelor istorice din 1862.
Din Evul Mediu, la La Ferté au supraviețuit ruinele bisericii Saint-Pierre, construită la sfârșitul secolului al X-lea, prioratul abației Morigny, portalul cour de l'Ange din secolul al XIV-lea și vestigiile vechilor ziduri ale castelului din secolul al XII-lea, cu o lățime de doisprezece metri. Casele din centrul orașului mai păstrează încă pivnițe boltite, uneori dotate cu fântâni, cea mai mare având șaisprezece metri lungime și doi metri înălțime.
Mai târziu, o spălătorie a fost construită pe malurile râului Essonne. Renașterea a lăsat în comună clădirile care găzduiesc astăzi casa de bătrâni.
Secolul al XIX-lea a permis construirea școlii de pe rue Notre-Dame, a primăriei achiziționate în 1814, a cuptorului de var în 1876, a școlii Angot achiziționate în 1890, a unei capele comemorative construite în 1891 și a monumentului dedicat lui Sadi Carnot, inaugurat în 1897. Secolul XX, marcat de perioada turistică, a lăsat în urmă vile burgheze, printre care se numără și casa „Deux Marquises”.
Reconstrucția și extinderea casei de bătrâni din La Ferté-Alais (2011), conform noilor norme de „înaltă calitate ecologică”, realizată de arhitecții Philippe Ameller și Jacques Dubois, este emblematică pentru prioritățile sociale și ecologice ale începutului de secol XXI.

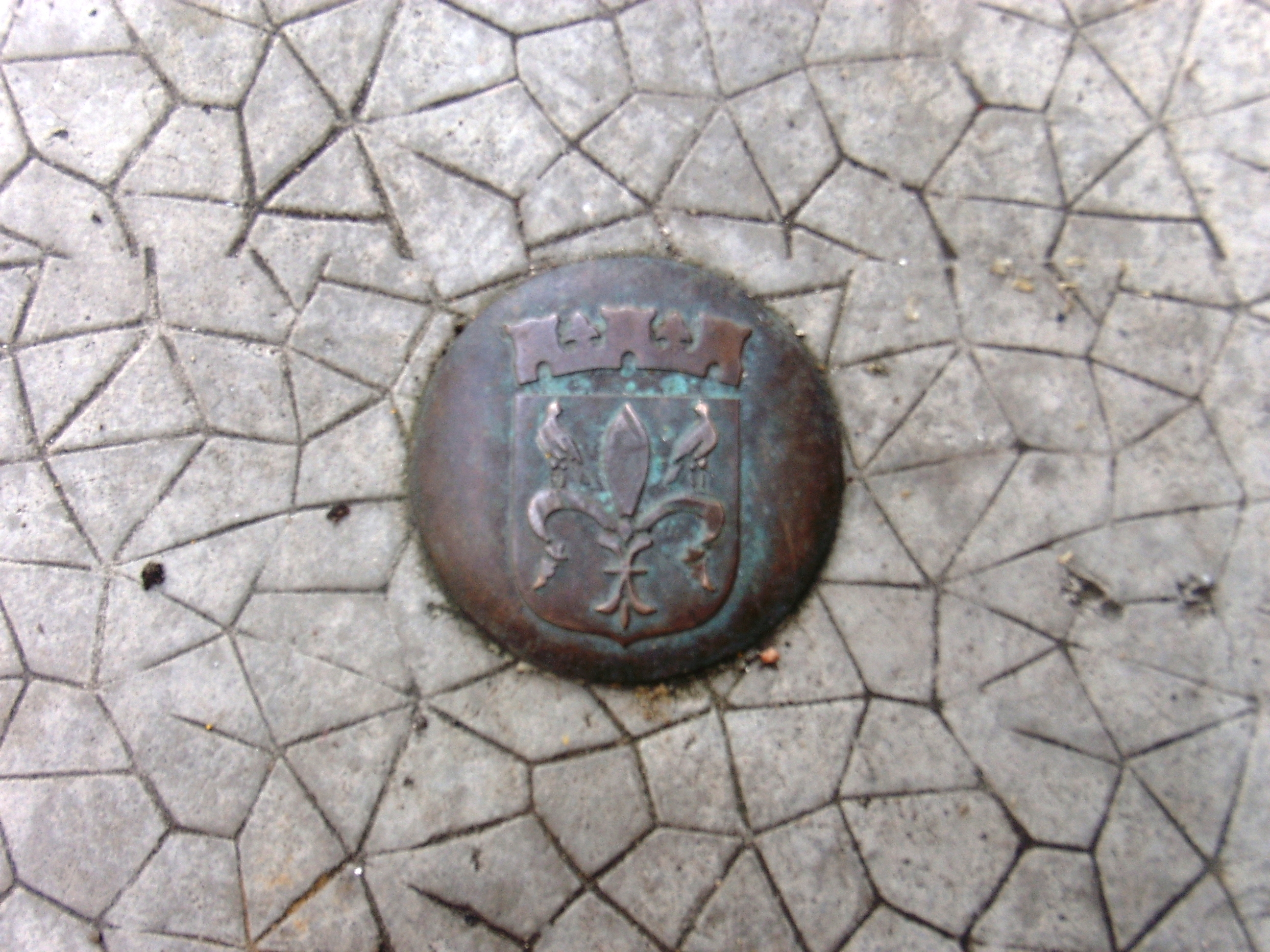
Medalionul circuitului turistic.
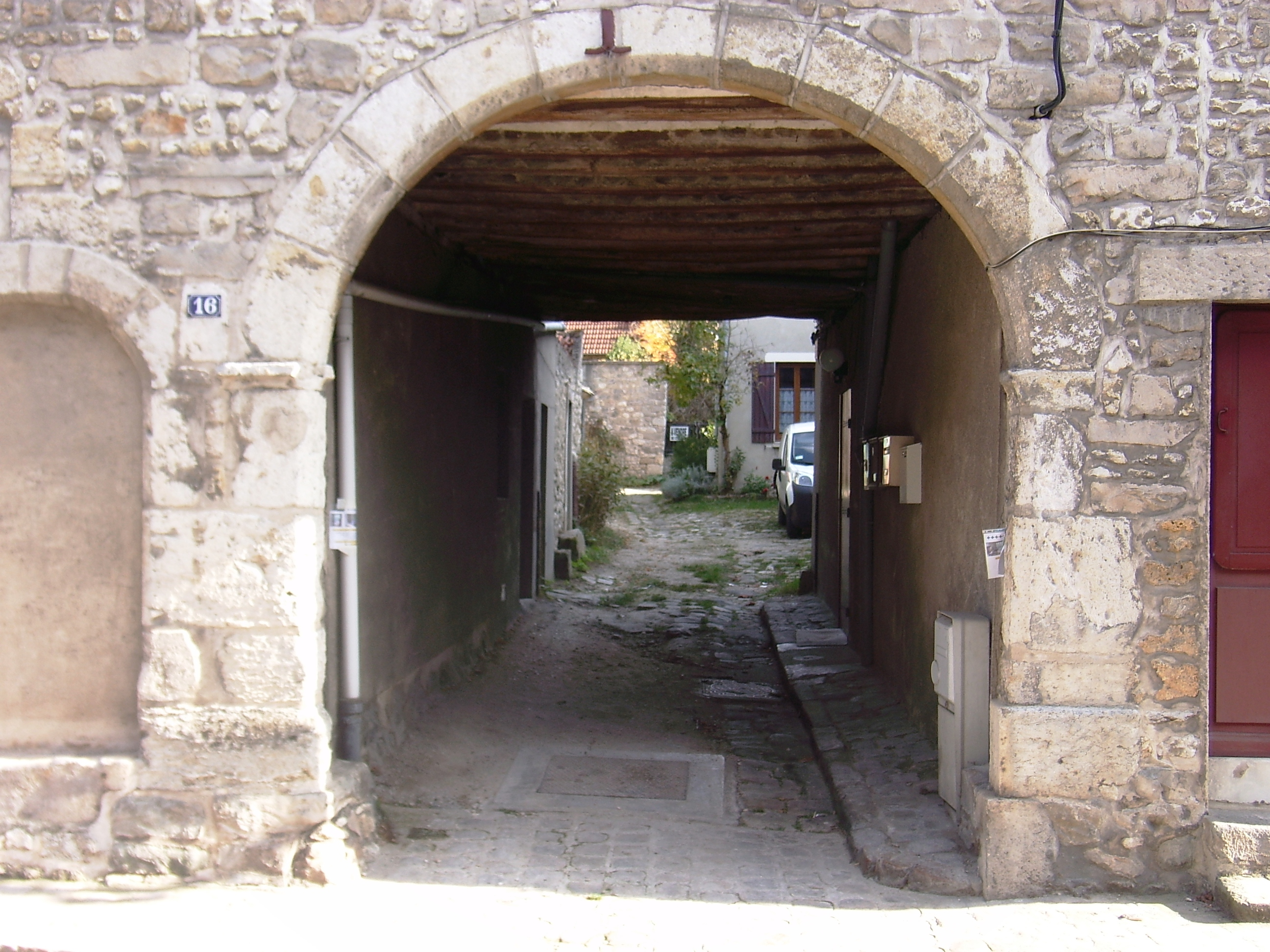
Porticul curții Ange.
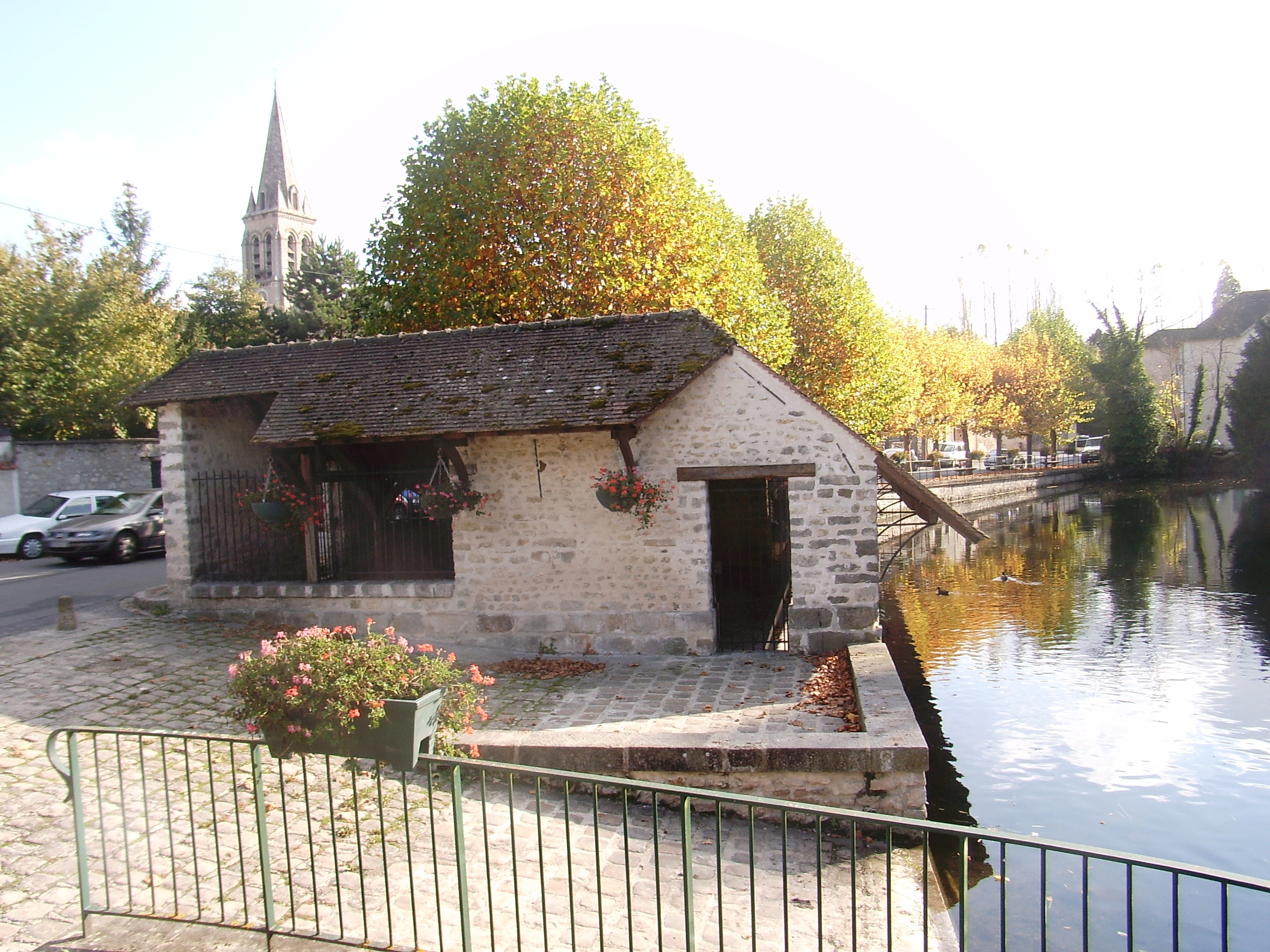
Spălătoria.
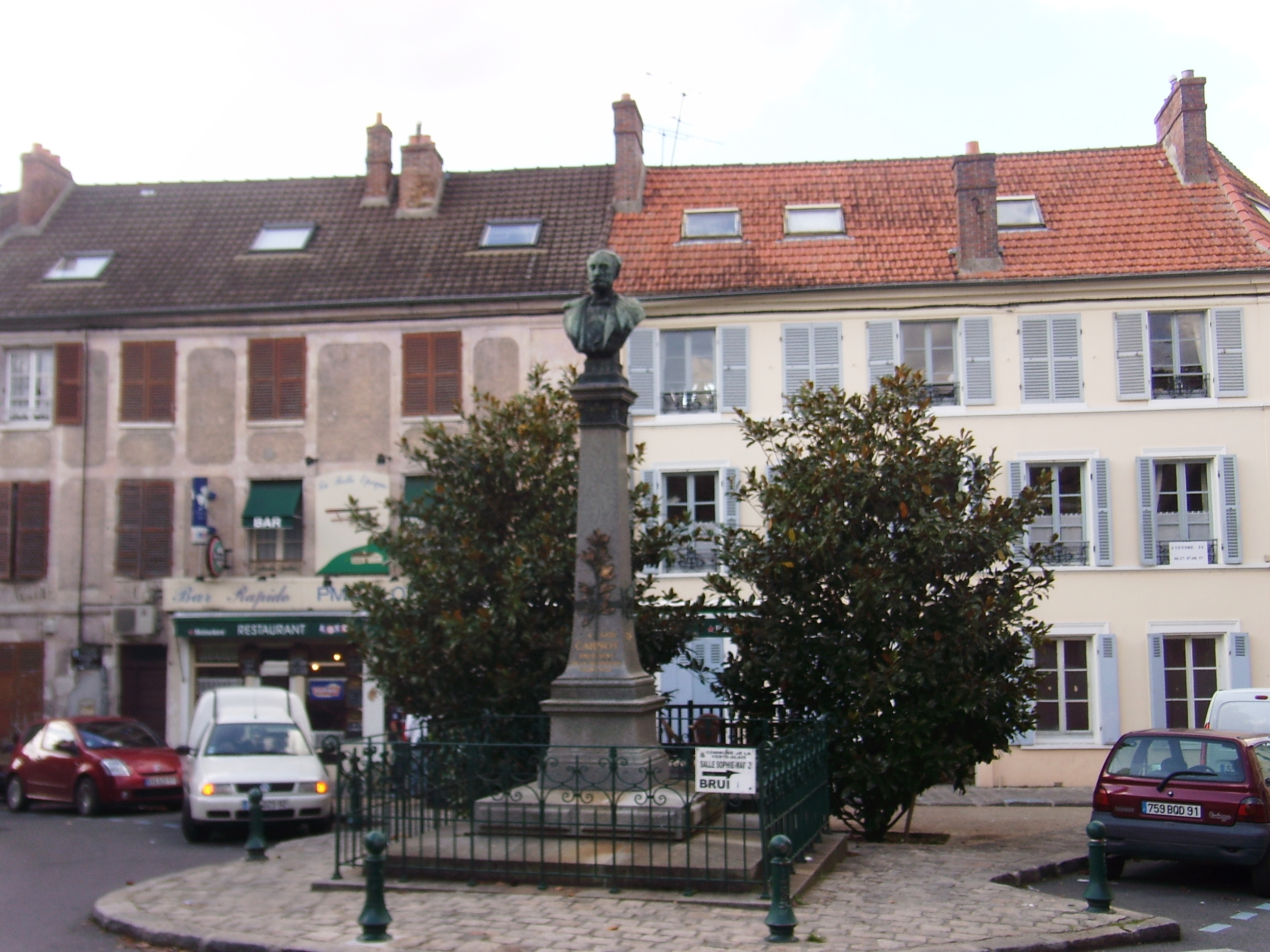
Monumentul dedicat lui Sadi-Carnot.
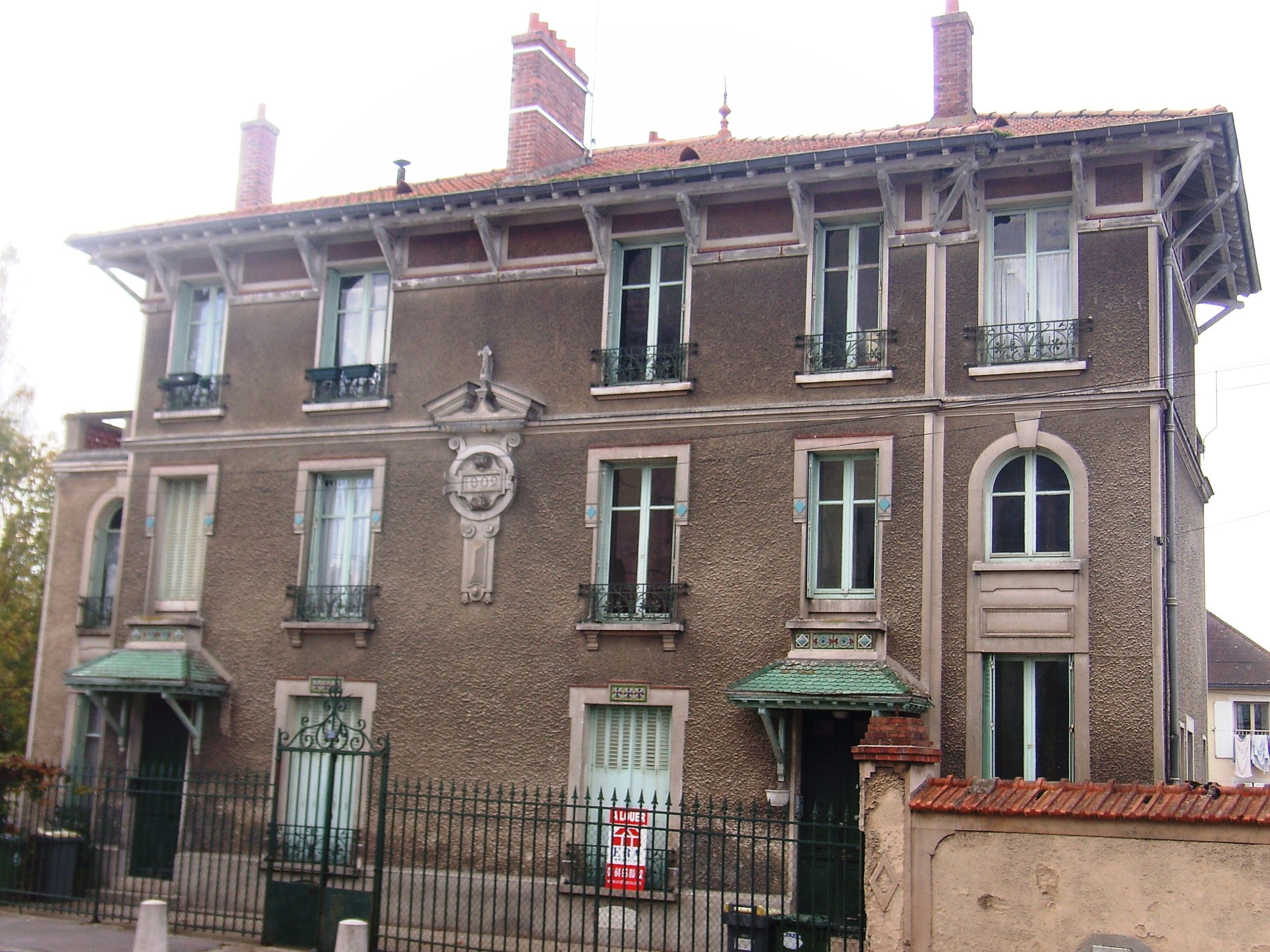
Vila „Două Marchize”.

### Personalități
- Filip al IV-lea cel Frumos (1268-1314), rege al Franței, a fost seniorul locului.
- Louis d’Évreux (1276-1319) a fost seniorul locului.
- Ludovic al XII-lea (1462-1515), rege al Franței, a locuit la La Ferté-Alais.
- Francisc I (1494-1547), rege al Franței, a locuit la La Ferté-Alais.
- Carol al IX-lea (1550-1574), rege al Franței, a locuit la La Ferté-Alais.
- Ludovic-Filip (1773-1850), rege al Franței, a deținut terenuri la La Ferté-Alais.
- Sadi Carnot (1837-1894), președinte al Republicii Franceze, a locuit la La Ferté-Alais.
- Marcel Delannoy (1898-1962), compozitor, s-a născut la La Ferté-Alais.
- Philippe Clay (1927-2007), cântăreț și actor, a locuit la La Ferté-Alais.

## Înfrățiri
- România – Comuna Brusturi - din 1990